# 1082년

## 연호
- 북송(北宋) 원풍(元豊) 5년
- 요(遼) 대강(大康) 8년
- 일본(日本) 에이호(永保) 2년
- 서하(西夏) 대안(大安) 8년
- 리 왕조(李朝) 아인부찌에우탕(英武昭勝) 7년

## 기년
- 고려(高麗) 문종(文宗) 36년
- 북송(北宋) 신종(神宗) 15년
- 요(遼) 도종(道宗) 28년
- 서하(西夏) 혜종(惠宗) 16년
- 리 왕조(李朝) 인종(仁宗) 11년

## 탄생
- 11월 2일 - 북송의 제 8대 황제 북송 휘종